# Наумов Анатолій Іванович
Анато́лій Іва́нович Нау́мов (6 червня 1938, м. Лиман — 2 вересня 2024, м. Вінниця) — радянський і український журналіст, письменник, драматург.

## Життєпис
Народився 6 червня 1938 року в м. Красний Лиман (тепер — Лиман) Донецької області в сім'ї робітників. Закінчив Донецький технікум культосвітпрацівників (1960) та факультет журналістики Московського університету (1969). Працював музикантом, журналістом у редакціях газет «Знамя победы» та «Комсомолец Донбасса». З 1975 року — понад 13 років завідувач відділу редакції газети «Социалистический Донбасс», був регіональним кореспондентом журналу «Перець». Нагороджений медаллю.
Член НСПУ з 1983 року.
Через війну на Сході України став переселенцем і 2019 р. перейшов на облік Вінницької організації НСПУ.
Пішов з життя 2 вересня 2024 року у місті Вінниця. Після кремації тіла прах Анатолія Наумова його родичі вивезли до Данського королівства..

## Літературна діяльність
Драматург, сатирик-гуморист. Після 2010 року займається лише драматургією, пише виключно українською мовою. Автор понад десятка збірок гумору та сатири, у тому числі: «Вызываю на ринг!» (1976), «Соленый нектар» (1979), «Деловые игры» (Бібліотека журналу «Крокодил»), «Весілля триває» (Бібліотека журналу «Перець») (обидві — 1984); повістей «Журавль в руке» (1982), «Голубая мечта» (1986); збірок іронічних одновіршів «Шерше ее, шерше его…» (2008), «Контрольный поцелуй» (2009), «Разбита жизнь, но очень аккуратно» (2010), «Нет в жизни счастья без меня…» (2011), збірок п'єс «Проси у Семенівни» (2012), «Парадиз у родинному пеклі» (2014), «На подвір'ї злий Рекс» (2018) (Бібліотека журналу «Перець»), «Усипальниця для невмирущого. Сатиричні феєрії для дорослих» (2023), «Обличчя для бездоганної скорботи» (2023) (Бібліотека журналу «Перець»); п'єс «Плач Ярослава» у збірнику «Подільський краснослов: антологія», «Я скоро приїду» в літературно-мистецькому журналі «Вінницький край» та ін.
П'єса «Черга за минулим» перемогла на всеукраїнському конкурсі комедій «Золоті оплески» (2014). П'єса «Позаштатний син» посіла друге місце на II Фестивалі комедійного мистецтва «ГаШоТю» (Київ). Трагіфарс «Кафедра для достойника» увійшов до літературно-художнього видання «13 сучасних українських п'єс» (2013) літературної агенції «Банкова-2».
Стилю Наумова властиві м'якість, ліризм.
|                        | Справжня посмішка є знаком розставання з минулим днем. У цьому переконуєшся, читаючи сатиричну повість Анатолія Наумова «Голуба мрія». Молодий і, як на мене, справді талановитий письменник має не тільки гострий погляд на життя, але й вправне вміння через збільшувальне скло свого іноді гротескного сприйняття показати те, чого ми недобачаємо замуленим оком, проходимо мимохідь. Чи не хочемо помічати аби чогось не сталось. Сатирик (що дуже непритаманне цьому жанрові!) справді м'який, інтелігентний, і не галасливий. У витонченому стилі іронічно примруженим оком він буцім спостерігає і тихо посміхається, але гнівливо відповідає тим, кого зневажає, тому що обожнює життя, правду, красу. Любить свій народ, свою Батьківщину. |
| — Олег Чорногуз (1986) | |

## Нагороди і відзнаки
- Літературна премія імені Михайла Стельмаха журналу «Вінницький край» (2022);[7]
- Літературно-мистецька премія «Кришталева вишня» (2023).[8]